# Demolição naval

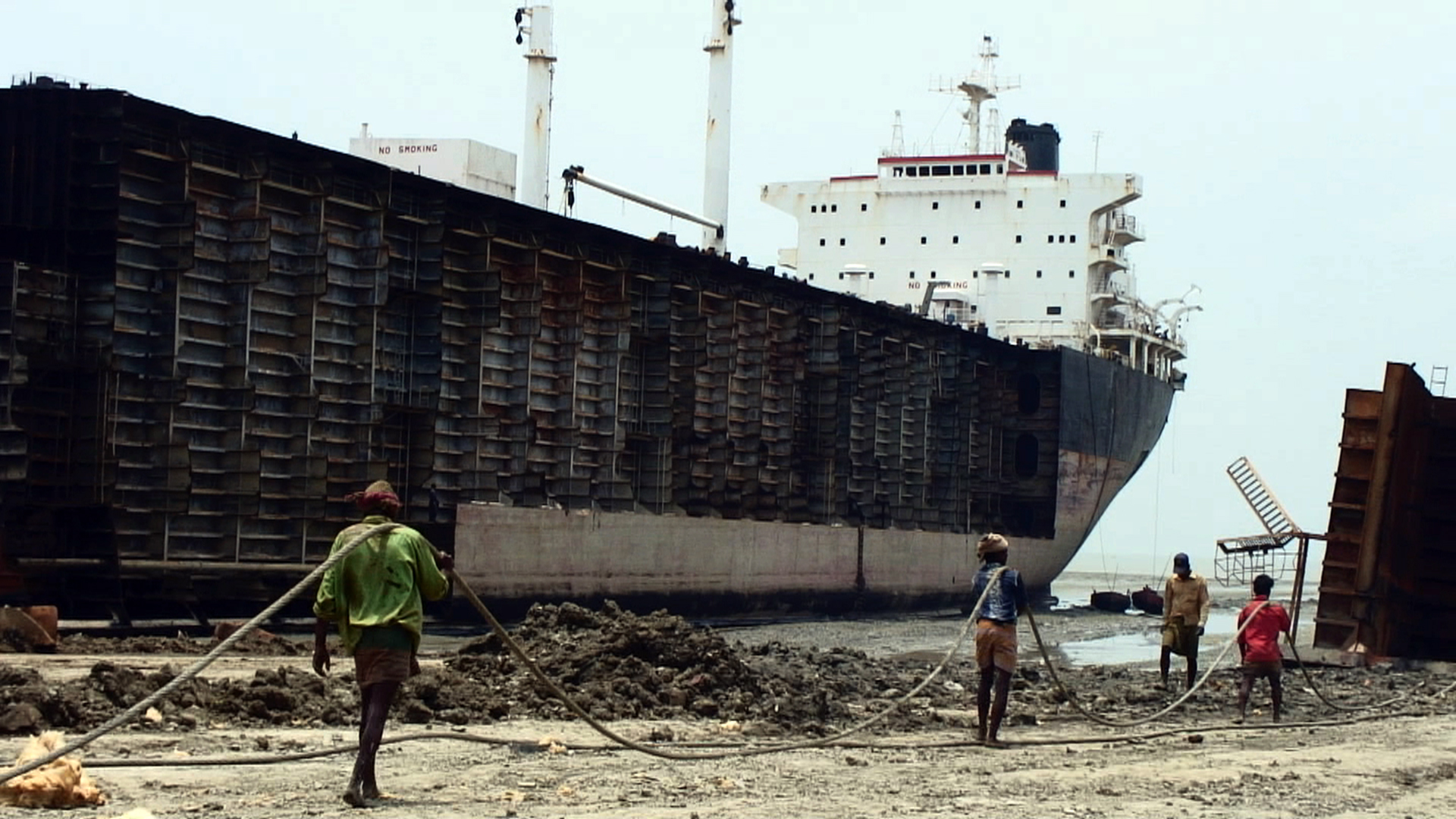
Trabalhadores a arrastar placas de aço de navios encalhados para terra, em Chittagong, Bangladexe

Demolição naval, desmantelamento ou demolição de navios é uma técnica de descarte de navios que envolve o desmantelamento dos navios, seja para servir de fonte de peças, que podem ser vendidas para reaproveitamento, ou para a extracção de matéria-prima, principalmente sucata . Também pode ser conhecido como desmontagem de navios, quebra de navios ou reciclagem de navios. Os navios modernos têm uma vida útil de 25 a 30 anos antes de a corrosão, a fadiga do metal e a falta de peças façam com que a sua operação deixe de ser económica. A desmontagem de navios permite que os materiais do navio, especialmente o aço, sejam reciclados e transformados em novos produtos. Isso diminui a demanda por minério de ferro extraído e reduz o uso de energia no processo de fabricação de aço . Os utensílios e demais equipamentos a bordo das embarcações também podem ser reaproveitados. Embora a desmontagem de navios seja sustentável, existem preocupações sobre o uso por países mais pobres sem uma legislação ambiental rigorosa. Também exige muita mão de obra e é considerada uma das indústrias mais perigosas do mundo.
Em 2012, cerca de 1 250 navios oceânicos foram demolidos, e a sua idade média era de 26 anos. Em 2013, o total mundial de navios demolidos foi de 29 052 000 toneladas, 92% das quais foram demolidas na Ásia. Em janeiro de 2020, a Índia tinha a maior participação global com 30%; seguido por Bangladexe, China e Paquistão. Alang, na Índia, tem atualmente o maior cemitério de navios do mundo,  seguido pelo Chittagong Ship Breaking Yard no Bangladexe e Gadani no Paquistão.
As maiores fontes de navios são a China, a Grécia e a Alemanha, respectivamente, embora haja uma variação maior na fonte de transportadores em relação ao descarte. Os estaleiros de desmantelamento de navios da Índia, Bangladesh, China e Paquistão empregam 225 000 trabalhadores, além de fornecer muitos empregos indiretos. No Bangladesh, o aço reciclado cobre 20% das necessidades do país e na Índia quase 10%.
Como alternativa ao desmantelamento de navios, os navios podem ser afundados para criar recifes artificiais após a remoção legalmente obrigatória de materiais perigosos, ou afundados em águas profundas do oceano. O armazenamento é uma opção temporária viável, seja em terra ou flutuando, embora todos os navios sejam eventualmente demolidos, afundados ou preservados para museus.